# 石川惠美
石川惠美（1985年7月26日—），日本女性漫畫家。血型AB型。

## 經歷
2005年，第56回《Ribon》（りぼん）以《ライオンハート》贏得新人漫畫賞佳作並出道。
2008年，在集英社的少女漫畫雜誌 《Ribon》（10月號）開始連載《絕叫學級》（絶叫学級）至今。

## 人物
- 喜歡聽歌手aiko的歌曲。
- 有飼養貓。

## 作品
- ライオンハート（出道處女作）
- 銀ちゃんと一緒
- 気まぐれショコラ
- 抹茶でチャチャチャ
- 青の約束
- 櫻花樹下的天使（（集英社），原作：吉成郁子）

1. ISBN 9784088568416、2008年9月 初版發行

- 黑色檔案冊（黒いプロフィール、收錄於《絕叫學級》單行本第一卷）
- 海洋的呼喚（海が呼んでる、收錄於《絕叫學級》單行本第一卷）
- 絕叫學級（絕叫学級，《Ribon》2008年10月號到2015年3月號、全20卷）
  - 第二部（『Ribon』2015年7月号 - 連載中、出版24卷）
- LIAR-謊言建構的世界-（（集英社））
  - LIAR-謊言建構的世界-
  - 孩童之森

1. ISBN 9784088672014、2012年5月15日 初版發行

- 背後注意☆怨靈實習生（2014年 - 2015年、全2卷）
  - 怨靈事務所 資料室（加筆新篇）

## 外部連結
- 石川惠美的X（前Twitter）